# TIMM44
La subunidad TIM44 de la translocasa importadora de la membrana interna mitocondrial (TIMM44) es una proteína codificada en humanos por el gen TIMM44.

## Interacciones
La proteína TIMM44 ha demostrado ser capaz de interaccionar con:
- ARAF[4][1]